# Brian Crouser
Brian David Crouser (ur. 9 lipca 1962 w Portland) – amerykański lekkoatleta, który specjalizował się w rzucie oszczepem.
Dwukrotny uczestnik igrzysk olimpijskich - Seul 1988 (29. miejsce w eliminacjach, nie awansował do finału) oraz Barcelona 1992 (21. miejsce w eliminacjach, nie awansował do finału). Jego rekord życiowy osiągnięty starym modelem oszczepem – 95,10 – jest szóstym najlepszym rezultatem w historii konkurencji do czasu modyfikacji sprzętu. Rekord życiowy nowym typem oszczepu: 83,00 (16 maja 1987, Corvallis).